# 立窝尼亚

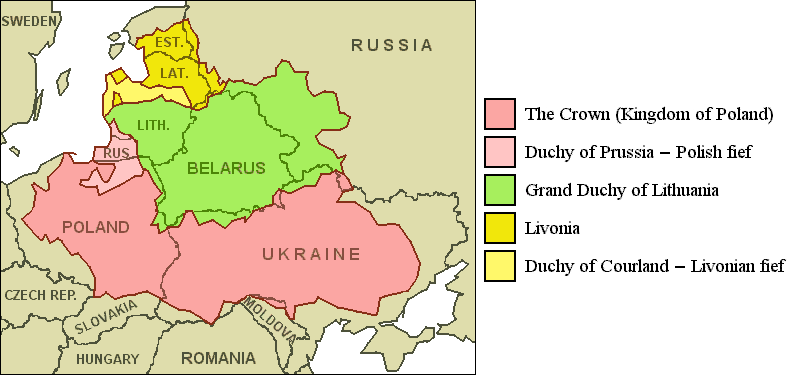
1619的波兰-立陶宛聯邦，黃色部分為立窩尼亞

立窝尼亚（拉丁語：Livonia），是欧洲东北部的历史地区。立窝尼亚的名称来源于在今拉脱维亚生活的立窝尼亚人。
13世纪末，在立窝尼亚十字军入侵之后，立窝尼亚的大部分地区被宝剑骑士团所征服，立窝尼亚的定义由此被扩展到现今爱沙尼亚、拉脱维亚的大多数地区。
1346年，圣乔治之夜起义迫使丹麦将爱沙尼亚公国（13世纪被丹麦征服的爱沙尼亚北部）出售给条顿骑士团国，随后爱沙尼亚北部被并入了圣母之土。此时的立窝尼亚北望芬兰湾、东接楚德湖与俄罗斯、南接立陶宛。
16世纪，在立窝尼亚战争之后，立窝尼亚的领土缩小到爱沙尼亚的南半部和拉脱维亚的北半部。
立窝尼亚的原住民由一些北部的波罗的芬兰人部落和南部的波罗的人部落组成。在骑士团形成后，十字军的后裔成为了立窝尼亚统治集团的核心，这些人也被称为波罗的海德意志人。

## 历史
立窝尼亚是中世纪后期的波罗的海东岸地区，即现在的爱沙尼亚以及拉脱维亚的大部分领土的旧称。历史上曾先后由圣剑骑士团（通称利沃尼亚骑士团）、丹麦、条顿骑士团、波蘭立陶宛联邦、瑞典、俄罗斯帝国、德意志帝国、纳粹德国和苏联统治。一战中俄罗斯帝国解体，德国战败，1918年爱沙尼亚、拉脱维亚和立陶宛取得独立。1940年根据苏德互不侵犯条约被苏联吞并。1941年又被德国占领。1944年再次被苏联吞并。苏联解体前夕作为加盟共和国的爱沙尼亚、拉脱维亚以及立陶宛恢复独立。
立窝尼亚的本地居民主要有属于乌拉尔语系芬-烏戈爾語族的爱沙尼亚人，印欧语系波罗的语族的拉脱维亚人和普鲁士人，日耳曼语族的德意志人等。此外，丹麦人、波兰人、瑞典人和芬兰人的移民也曾居住于西北沿海。1721年北方战争结束后，立窝尼亚成为俄国领地，俄罗斯人开始大量移居此地。苏联成立后，又有白俄罗斯人和乌克兰人陆续迁入。但德意志人在历史上的大部分时间里是这一地区的主要统治阶层。德语是上层社会的通用语言，直到二战结束。